# Théoctiste le Magistre
Théoctiste (en grec : Θεόκτιστος) est un haut dignitaire byzantin du début du IXe siècle, actif sous les règnes de Nicéphore Ier (802-811) et Michel Ier Rhangabé (811-813).

## Biographie
Il apparaît dans les sources en 802. Il occupe alors le rang de patrice et le poste de questeur du palais sacré. Il soutient la conspiration de Nicéphore qui renverse l'impératrice Irène l'Athénienne et devient un membre actif d'administration du nouvel empereur. Il obtient le titre de magister à cette époque. Après la bataille de Pliska en 811 lors de laquelle Nicéphore est tué, il soutient son fils et successeur Staurakios dans l'accession au trône. Cependant, le nouvel empereur a été gravement blessé dans la bataille et ne se montre guère en état de gouverner l'Empire. Théoctiste, aux côtés du domestique des Scholes Etienne et du patriarche Nicéphore Ier de Constantinople, décide de soutenir le beau-frère de Staurakios, Michel Rhangabé. Selon Théophane le Confesseur, chroniqueur hostile à Nicéphore et à son fils, le revirement de Théoctiste s'explique par les manières grossières avec lesquelles Staurakios traite les hauts dignitaires de l'Empire mais cette explication est sujette à caution étant donné sa partialité. Quoi qu'il en soit, Michel Rhangabé accède au trône le 2 octobre 811. Indécis, il s'en remet souvent aux avis de ses conseillers, dont Théoctiste, qui jouent un grand rôle dans la direction de l'Empire jusqu'en 813. A cette date, il fait partie des conseillers qui préconisent de mener la lutte contre les Bulgares dirigés par Krum et participe à la campagne qui aboutit à la désastreuse bataille de Versinikia. Vaincu, Michel est alors renversé par Léon V l'Arménien qui s'empresse de se débarrasser des fidèles de l'ancien empereur. Théoctiste rejoint un monastère proche de Théodore Studite, principale figure religieuse de l'Empire, avec qui il entretient une correspondance. En 821, il est mentionné pour la dernière fois dans les sources.